# Polisens grader i Storbritannien
Polisens grader i Storbritannien anger den hierarkiska ordningen i de brittiska poliskårerna.

## Översikt över tjänstegraderna
| Standard                  | Metropolitan Police           | City of London Police  |
| ------------------------- | ----------------------------- | ---------------------- |
| Constable                 | Constable                     | Constable              |
| Sergeant                  | Sergeant                      | Sergeant               |
| Inspector                 | Inspector                     | Inspector              |
| Chief Inspector           | Chief Inspector               | Chief Inspector        |
| Superintendent            | Superintendent                | Superintendent         |
| Chief Superintendent      | Chief Superintendent          | Chief Superintendent   |
| Assistant Chief Constable | Commander                     | Commander              |
| Deputy Chief Constable    | Deputy Assistant Commissioner | Assistant Commissioner |
| Chief Constable           | Assistant Commissioner        |                        |
|                           | Deputy Commissioner           |                        |
|                           | Commissioner                  | Commissioner           |

## Jämförelse med svenska polisens grader
| Nr  | Grad                             | Grad- beteckning | Antal tjänster (England och Wales) 2017 | Typbefattning                         | Ungefärlig Svensk motsvarighet                               |
| --- | -------------------------------- | ---------------- | --------------------------------------- | ------------------------------------- | ------------------------------------------------------------ |
| 1.  | Chief Commissioner               |                  | 209                                     | Polismyndighetschef                   | Polisdirektör Länspolismästare (historisk motsvarighet)      |
| 2.  | Deputy Chief Commissioner        |                  | 209                                     | Ställföreträdande polismyndighetschef | Biträdande polisdirektör                                     |
| 3.  | Assistant Chief Commissioner     |                  | 209                                     | Funktionell chef i polisledningen     | Polismästare                                                 |
| 4.  | Chief Superintendent             |                  | 323                                     | Polisområdeschef                      | Polisöverintendent                                           |
| 5.  | Superintendent                   |                  | 892                                     | Avdelningschef Jourhavande polischef  | Polisintendent                                               |
| 6.  | Chief Inspector                  |                  | 1608                                    | Sektionschef Lokalpolisområdeschef    | Poliskommissarie                                             |
| 7.  | Inspector                        |                  | 5521                                    | Vakthavande befäl                     | Poliskommissarie Polisinspektör                              |
| 8.  | Sergeant                         |                  | 18 749                                  | Stationsbefäl Yttre befäl             | Polisinspektör                                               |
| 9.  | Constable                        |                  | 95 840                                  | Polis                                 | Polisassistent                                               |
| 10. | Special Constable                |                  | 13 503                                  | Frivillig deltidspolis                | saknar motsvarighet Beredskapspolis (historisk motsvarighet) |
| 11. | Police Community Support Officer |                  | 10 213                                  | Hjälppolis                            | saknar motsvarighet                                          |

## Poliskårer med avvikande system

### City of LondonConstabulary
| Grad           | Police Community Support Officer | Constable      | Acting Sergeant      | Sergeant  | Acting Inspector       | Inspector    |
| Gradbeteckning |                                  |                |                      |           |                        |              |
| Grad           | Chief Inspector                  | Superintendent | Chief Superintendent | Commander | Assistant Commissioner | Commissioner |
| Gradbeteckning |                                  |                |                      |           |                        |              |

### Port of Felixstowe Police
Hamnpolisen i Felixstowe har följande grader.

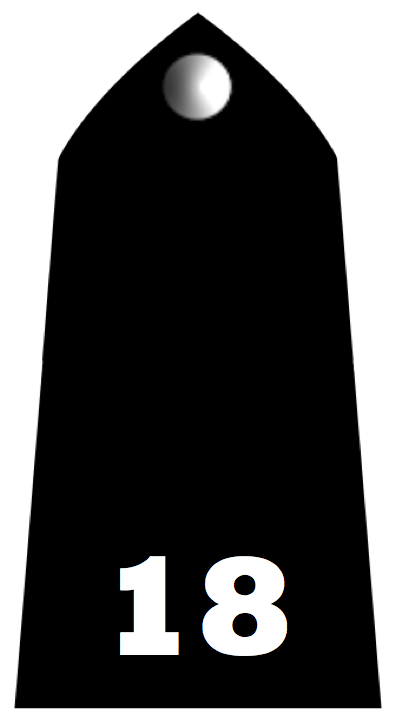
Constable Assistent
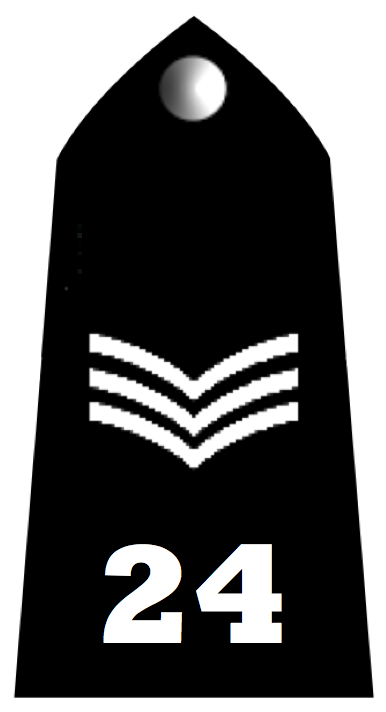
Sergeant Inspektör
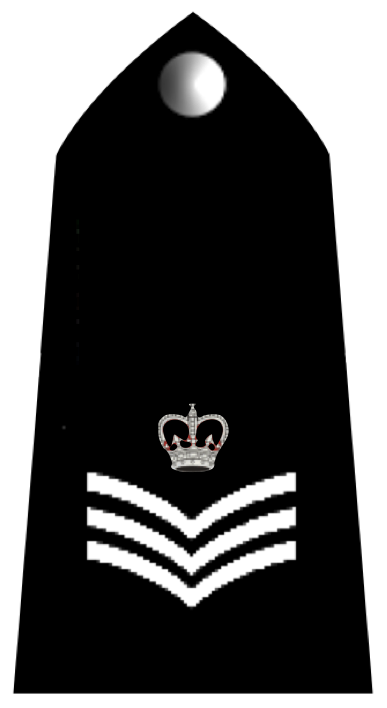
Station Sergeant (gruppchef)
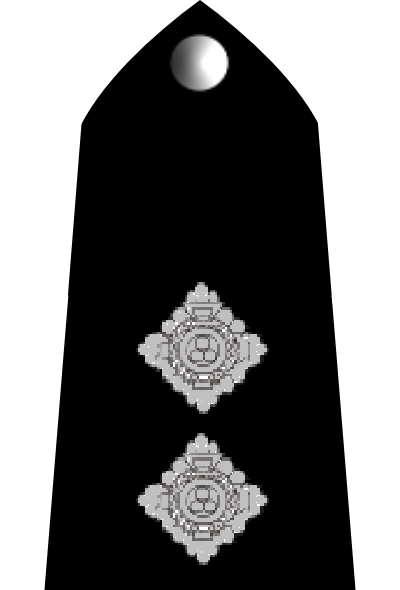
Inspector Kommissarie
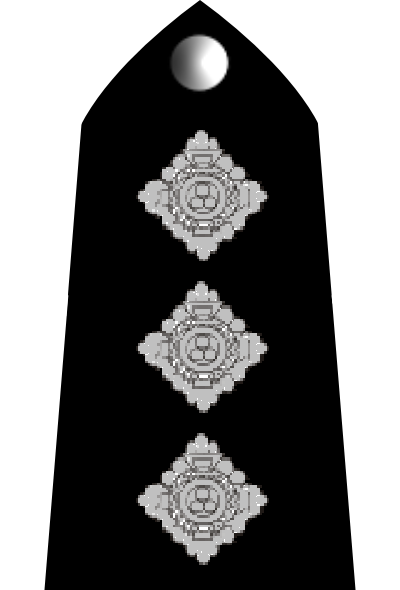
Chief Officer Chef

### Isle of Man Constabulary
| Constable | Sergeant | Inspector | Chief Inspector | Superintendent | Deputy Chief Constable | Chief Constable |
|           |          |           |                 |                |                        |                 |